# Eucamerotus
Genre
Espèce
L'Eucamerotus (signifiant « bien chambré », en référence aux cavités des vertèbres) est un genre de dinosaures sauropodes du Crétacé inférieur retrouvé dans la formation géologique de Wessex (en) de l'Île de Wight, en Angleterre. Le genre aurait fait une quinzaine de mètres de longueur. L'espèce-type, E. foxi, a été nommée par William T. Blows en 1995.
Le genre est basé sur des fragments de vertèbres fossilisées. Il fait partie des nombreux sauropodes faisant partie de la branche compliquée des Ornithopsis-Pelorosaurus.

## Découverte
John Hulke nomme le genre à partir de vertèbres dorsales retrouvées par William D. Fox (en) près de Brighstone Bay (en). Les fragments sont BMNH R2522 (une neural arch (en)), BMNH R89 (deux vertèbres dorsales), BMNH R90 (deux vertèbres dorsales) et BMNH R2524 (une vertèbre dorsale provenant d'un spécimen juvénile),. Hulke n'y associe cependant pas d'espèce et ne sélectionne pas d'holotype, l'associant à l'Ornithopsis hulkei.
D'autres auteurs tels Friedrich von Huene, Alfred Sherwood Romer et R. Steel préfèrent Pelorosaurus comme synonyme,,.
William T. Blows crée le genre en 1995 et le classe dans les brachiosauridae. Il sélectionne BMNH R2522 comme étant le spécimen type, classe les autres fossiles comme paratypes et y ajoute les échantillons MIWG-BP001. L'ajout de ces derniers n'est cependant pas accepté par d'autres chercheurs,.
En 2001, Naish et Martill, non convaincus par Blows, affirment qu'Eucamerotus est un brachiosaure nomen dubium. En 2004, Upchurch et al. doutent également du classement, affirmant que c'est un sauropode nomen dubium. En 2005, Santucci et Bertini propose de le classer chez les titanosaures. En juillet 2006, Darren Naish (en) le classe chez les brachiosaures.